# Andy Newmark
Andrew „Andy“ Newmark (* 14. července 1950 Port Chester, New York) je americký bubeník.
Narodil se v Port Chesteru ve státě New York. V roce 1971 hrál na albu Anticipation zpěvačky Carly Simon. V roce 1980 nahradil Paula Thompsona ve skupině Roxy Music. Nahrál s ní album Avalon (1982), ale již roku 1983 se rozpadla. V roce 1983 hrál v jedné písni z alba The Final Cut skupiny Pink Floyd. Následujícího roku hrál na sólovém albu Rogera Waterse The Pros and Cons of Hitch Hiking. Později hrál také na sólových albech kytaristy této skupiny Davida Gilmoura On an Island (2006) a Rattle That Lock (2015). Během své kariéry spolupracoval s mnoha dalšími hudebníky, mezi které patří například Lalo Schifrin, George Benson a Chris Spedding.